# Boubacar Sanogo
Boubacar Sanogo, nacido el 17 de diciembre de 1982 en Dimbokro, es un futbolista marfileño. Juega de delantero y su actual equipo es el VSG Altglienicke de la Regionalliga Nord.

## Trayectoria
Jugó para el club Al Ain FC del campeonato de Emiratos Árabes Unidos, ganando la Liga de Campeones de Asia en el 2003. Luego jugó la temporada 2005/06 por el club alemán FC Kaiserslautern antes de ser transferido al Hamburgo SV en el verano del 2006.

## Selección nacional
Ha sido internacional con la selección de fútbol de Costa de Marfil, ha jugado 18 partidos internacionales y ha anotado 8 goles.

## Clubes
| Club                | País                   | Año           |
| ------------------- | ---------------------- | ------------- |
| Siroco FC San Pedro | Costa de Marfil        | 1997 - 1999   |
| Espérance Tunis     | Túnez                  | 1999 - 2002   |
| Al-Ain FC           | Emiratos Árabes        | 2002 - 2005   |
| Kaiserslautern      | Alemania               | 2005 - 2006   |
| Hamburgo            | Alemania               | 2006 - 2007   |
| Werder Bremen       | Alemania               | 2007 - 2008   |
| TSG 1899 Hoffenheim | Alemania               | 2008- 2009    |
| AS Saint-Étienne    | Francia                | 2009 - 2012   |
| Energie Cottbus     | Alemania               | 2012 - 2014   |
| Al Fujairah         | Emiratos Árabes Unidos | 2014-2015     |
| NorthEast United    | India                  | 2015          |
| Madura United FC    | Indonesia              | 2017          |
| VSG Altglienicke    | Alemania               | 2018-presente |